# Canton d'Espalion
Le canton d'Espalion est une ancienne division administrative française située dans le département de l'Aveyron et la région Midi-Pyrénées.
Avec le redécoupage cantonal de 2014, la commune d'Espalion est devenue le bureau centralisateur du nouveau canton de Lot et Truyère.

## Géographie
Ce canton était organisé autour d'Espalion dans l'arrondissement de Rodez. Son altitude variait de 319 m (Bessuéjouls) à 949 m (Castelnau-de-Mandailles) pour une altitude moyenne de 511 m.
Situé dans la vallée du Lot.

## Représentation

### Conseillers généraux de 1833 à 2015
| Période         | Période           | Identité                    | Étiquette          | Qualité |
| --------------- | ----------------- | --------------------------- | ------------------ | --- |
| 1833            | 1845              | Jean-Baptiste Cledon ainé   | Constitutionnel    | Propriétaire à Espalion et à Saint-Côme |
| 1845            | 1854              | Amable Frayssinous (?-1873) |                    | Ancien juge au Tribunal de la Seine Propriétaire, maire de Saint-Côme                                                                                 |
| 1854            | 1892 (décès)      | Casimir Mayran              | Droite monarchiste | Négociant Maire d'Espalion (1854) sénateur (1876-1892)                                                                                                |
| 1892            | 1910              | Louis Thédenat              |                    | Avoué, conseiller d'arrondissement Maire d'Espalion (1894-1910)                                                                                       |
| 1910            | 1940              | Joseph Lacroix              | Conservateur       | Avocat à Espalion, conseiller d'arrondissement Membre de la Commission administrative de l'Aveyron (1941-1943) Nommé conseiller départemental en 1943 |
|                 |                   |                             |                    | |
| 1945            | 1949              | Dr. Jean Solinhac           | MRP                | Pharmacien Maire d'Espalion (1945-1977) député (1945-1955)                                                                                            |
| 1949            | 1952 (annulation) | Jean Niel                   | DVD                | avocat ancien député (1930-1942) (candidat inéligible)                                                                                                |
| 9 novembre 1952 | 1958              | Dr. Jean Solinhac           | MRP                | Pharmacien Maire d'Espalion député (1945-1955) |
| 1958            | 1968 (décès)      | Antoine Fanguin             | DVD                | Maire-adjoint d'Espalion |
| 1969            | 1976              | Marcel Bousquet             | CNI                | Pharmacien |
| 1976            | 1988              | Maurice Cayron              | UDF-CDS            | Professeur d'enseignement agricole Maire d'Espalion (1977-1995)                                                                                       |
| 1988            | 2015              | Simone Anglade (1951-2019)  | DVD                | Maire de Castelnau-de-Mandailles (1977-1995) (plus jeune maire de France) Vice-Présidente du Conseil Général                                          |

### Résultats électoraux détaillés
- Élections cantonales de 2001 : Simone Anglade (Divers droite) est élue au second tour avec 55,2 % des suffrages exprimés, devant Gilbert Cayron (UDF) (44,8 %). Le taux de participation est de 78,09 % (4 483 votants sur 5 741 inscrits)[5].
- Élections cantonales de 2008 : Simone Anglade (Divers droite) est élue au second tour avec 51,71 % des suffrages exprimés, devant Bernard  Cayzac (Divers droite) (32,97 %) et Yves Grandesso (PRG) (15,32 %). Le taux de participation est de 71,02 % (4 154 votants sur 5 849 inscrits)[6].

### Conseillers d'arrondissement (de 1833 à 1940)
Le canton d'Espalion appartenait à l'arrondissement d'Espalion jusqu'à sa disparition en 1926.
| Période                                  | Période      | Identité                                                     | Étiquette                     | Qualité |
| ---------------------------------------- | ------------ | ------------------------------------------------------------ | ----------------------------- | --- |
| 1833                                     | 1867 (décès) | Pierre Jean Louis Thédenat (1783-1867)                       | Légitimiste                   | Médecin, ancien maire d'Espalion                                                                            |
| 1867                                     | 1895         | Louis Joseph Étienne Thédenat (1831-1910, fils du précédent) |                               | Avoué, maire d'Espalion de 1868 à 1882, Président du Conseil d'arrondissement                               |
| 1895                                     | 1901         | Maurice Affre (1857-1927)                                    |                               | Avocat à Espalion, Président du Conseil d'arrondissement                                                    |
| 1901                                     | 1910         | Joseph Lacroix                                               | Conservateur                  | Avocat à Espalion, Président du Conseil d'arrondissement                                                    |
| 1910                                     | 1931         | Paul Cazes                                                   | Libéral                       | Propriétaire à Labro, Espalion, Président du Conseil d'arrondissement                                       |
| 1931                                     | 1937         | M. Vidal                                                     | Républicain d'union nationale | |
| 1937                                     | 1940         | Jean Capoulade                                               | Conservateur                  | Médecin, adjoint au maire d'Espalion                                                                        |
| 1940                                     |              |                                                              |                               | Les conseils d'arrondissement ont été suspendus par la loi du 12 octobre 1940 et n'ont jamais été réactivés |
| Les données manquantes sont à compléter. |              |                                                              |                               | |

## Composition
Le canton d'Espalion regroupait six communes et comptait 7 322 habitants (recensement de 2007 population municipale).
| Communes                | Population (2012) | Code postal | Code Insee |
| ----------------------- | ----------------- | ----------- | ---------- |
| Bessuéjouls             | 227               | 12500       | 12027      |
| Castelnau-de-Mandailles | 548               | 12500       | 12061      |
| Le Cayrol               | 285               | 12500       | 12064      |
| Espalion                | 4 549             | 12500       | 12096      |
| Lassouts                | 314               | 12500       | 12124      |
| Saint-Côme-d'Olt        | 1 399             | 12500       | 12216      |

## Démographie
| 1962  | 1968  | 1975  | 1982  | 1990  | 1999  | 2006  | 2011  | 2012  |
| ----- | ----- | ----- | ----- | ----- | ----- | ----- | ----- | ----- |
| 6 686 | 6 730 | 7 158 | 7 388 | 7 219 | 6 978 | 7 273 | 7 036 | 6 982 |